# Kuri Kaval, Holenarsipur
Kuri Kaval là một làng thuộc tehsil Holenarsipur, huyện Hassan, bang Karnataka, Ấn Độ.